# Longone Sabino
Longone Sabino é uma comuna italiana da região do Lácio, província de Rieti, com cerca de 682 habitantes. Estende-se por uma área de 34 km², tendo uma densidade populacional de 20 hab/km². Faz fronteira com Ascrea, Belmonte in Sabina, Cittaducale, Concerviano, Petrella Salto, Rieti, Rocca Sinibalda.

## Demografia
| Variação demográfica do município entre 1861 e 2011                               |
|                                                                                   |
| Fonte: Istituto Nazionale di Statistica (ISTAT) - Elaboração gráfica da Wikipedia |